# Seznam angleških zgodovinarjev
Seznam angleških zgodovinarjev.

## A
- Perry Anderson
- Anne Applebaum ?
- Timothy Garton Ash (1955)

## B
- Thomas Babington Macaulay (1800 – 1859)
- Christopher Alan Bayly (1945 – 2015)
- Antony Beevor (1946)
- Paul Betts (1963)
- Michael Broers (1954)
- Jacob Bronowski (1908 – 1974)
- Archie Brown (1938)
- Henry Thomas Buckle (1821 – 1862)
- Alan Bullock (1914 – 2004)
- Peter Burke (1937)

## C
- William Camden (1551 - 1623)
- Edward Hallet Carr (1892 – 1982)
- Chris Clark (Christopher Clark) (1960) (avstralsko-angleški)
- Kenneth Clark (1903 – 1983)
- Robert Conquest (1917 - 2015)
- John Corselis (1923 - 2018)
- William Cunningham (1849 - 1919)

## D
- John Emerich Edward Dalberg-Acton (1834 - 1902)
- Norman Davies (1939)
- William Deakin (1913 – 2005)

## E
- Terry Eagleton (1943)  ?
- John Erickson (1929 – 2002)

## F
- Neil Faulkner (1958)
- Niall Ferguson (1964)
- Orlando Figes (1959)
- Samuel Finer (1915 – 1993) (politolog; tudi brat Herman Finer 1898-1969)
- Peter Frankopan (1971)

## G
- Edward Gibbon (1737 – 1794)
- John Grenville (1928 – 2011) (pr.i. Hans Guhrauer)

## H
- Max Hastings ?
- Arnold Hauser (1892 – 1978)
- Eric Hobsbawm (1917 – 2012)

## J
- C. L. R. James (trinidadskega rodu)
- Boris Johnson (1964)
- Tony Judt (1948 – 2010)

## K
- Henry Kamen
- Paul Kennedy
- Caroline Kennedy-Pipe
- Robert Knight

## L
- Clive Staples Lewis (1898 – 1963)
- Keith Lowe (1970)

## M
- Thomas Malthus (1766 – 1834)
- Philip Mansell
- Mark Mazower (1958)
- Philip Murphy

## N
- Joseph Needham (sinolog)

## P
- Roland Penrose (1900 – 1984)
- David Priestland

## R
- Herbert Read (1893 – 1968)
- David Reynolds (1952)
- Ivor A. Richards (1893 – 1979)
- Cecil Rhodes (1853 – 1902)
- Geoffrey Roberts (1952)

## S
- Victor Sebestyen (1956)
- Timothy D. Snyder (1969)
- John Speed (1542 – 1629)
- Jonathan Spence (1936)
- Wickham Steed (1871 – 1956)

## T
- Alan John Percival Taylor (1906 – 1990)
- E. P. Thompson (1924 – 1993)
- Arnold Toynbee (1889 – 1975)
- George Trevelyan (1876 – 1962)

## W
- James West (zgodovinar) (1703 – 1772)
- William Whiston (1667 – 1752)